# السلوك الثقافي
السلوك الثقافي هو سلوك ظهر من قبل البشر يكون خارج الجسم أو الجينات، أي تم اكتسابه. 

السلوك المكتسب: 
هناك نوع من النمل يبني أعشاشا مصنوعة من الورق. يقوم بعض هؤلاء النمل لبناء عش بسحب حواف ورقتين وتثبيتهما في مكانها، بينما يحمل الآخرين اليرقة  في فكيهم وينسجوها مع الحرير الذي يفرزونه. هذا حتما عمل هندسي معقد
لكنه ليس ثقافيا، أنه سلوك غريزي مدمج في آليات سلوك النمل ولا يمكنهم تغيير خططهم أو التفكير بطرق أفضل  لجمع الأوراق ولا يمكن تعليمهم القيام بذلك. ولكن هناك أمثلة لحيوانات يمكنها أن تتعلم السلوكيات مثل الكلاب والقطط. 
فالكلب لا يعرف غريزيا بعدم التبول أو التغوط في الداخل، لكن يمكن أن يتعلم بعدم فعل ذلك. الكلاب قادرة على تعلم سلوكيات محددة.

المفاهيم، التعميمات، التجريد والأفكار: 
إن اكتساب الكلب لسلوك ما يلبي أحد متطلبات الثقافة، لكن يفي أيضا بمتطلبات أخرى. فإذا أخذت كلبا متعلما عدم قضاء حاجته داخل المنزل إلى منزل آخر، سيظل يعلم ألا يتبول هناك. ذلك لأن الكلب قام بالتعميم، فإنه يعلم بعدم التبول أو 
التغوط  داخل أي منزل وليس فقط في المنزل الذي تعلم فيه. ومع ذلك، فإن هذا السلوك يضع فقط متطلبين من أصل أربعة متطلبات. 

السلوك المشترك من خلال الانتقال خارج الجينات: 
لكي يعتبر السلوك ثقافيا، يجب مشاركته خارج الجينات أي لابد أن يتم تعليمه. فإذا تم تقديم كلب مدرب إلى جرو لا يعرف بعدم التبول داخل المنزل، فلا يمكن تعليمه بعدم القيام بذلك. فقد يعتاد الجرو الذكي بعدم قضاء حاجته في منازل 
الناس من خلال مراقبة الكلب الأكبر سنا، لكن ما كان يحل مكانه التعليم بالمشاركة.  

قارن ذلك مع مجموعة من قرود المكاك. أراد بعض العلماء التعرف على سلوكيات تناول الطعام لدى قرود المكاك حيث وضعوا بعض من البطاطا الحلوة على الشاطئ بالقرب من مكان سكنهم. فأصبحت البطاطا الحلوة مغطاة بالرمل، 
ولأن القرود لا تحب الطعام المتسخ، كانوا يقضوا بعض الوقت في إزالة الرمل. بدأت قردة أنثى بأخذ البطاطا وغسلها  في بركة المياه وأوضحت للآخرين بكيفية القيام بذلك أيضا. ثم ألقى العلماء القمح على الرمال، على أمل بأن تقضي 
القرود وقتا أكثر في التقاط الطعام، حتى يتسنى لهم المزيد من الوقت لملاحظتهم. أخذت نفس القردة حفنة من القمح والرمل وألقتها في الماء، فغرق الرمل وطفى القمح فأكلته. انتشرت هذه الممارسة بسرعة عبر المجموعة، وهذا ما يسموه 

البشر بالسلوك الثقافي الأولي، يتم تعلمه ويتضمن مفاهيم وتعميمات ويدرس أيضا، هناك شيء واحد فقط مفقود.